# Décomposition chimique

Animation montrant sommairement une décomposition chimique.

La décomposition chimique (ou breakdown en anglais) est la division d'un composé chimique en d'autres composés chimiques plus simples, y compris des éléments chimiques. Cette réaction peut être considérée comme l'opposé de la synthèse chimique. Beaucoup de processus naturels dépendent de décompositions chimiques, mais, en chimie, la décomposition chimique, qui dégrade les produits fabriqués, est souvent combattue. Des décompositions peuvent causer des dommages très importants, notamment si elles aboutissent à une explosion.
L'importance de la décomposition est liée à la plus ou moins grande stabilité du composé chimique et à sa sensibilité à l'environnement : chaleur, rayonnements, humidité, etc. ou encore par exemple à l'acidité du solvant. Les produits de la décomposition chimique sont souvent mal connus, une molécule pouvant se rompre et se recombiner partiellement en de multiples fragments, pas nécessairement les mêmes d'une décomposition chimique à une autre. L'étude de la décomposition chimique se déploie dans plusieurs domaines analytiques, tels la spectrométrie de masse, l'analyse gravimétrique et l'analyse thermogravimétrique.
Une définition plus large de la décomposition chimique inclut également la décomposition d'une phase en plusieurs phases.
Selon le phénomène qui provoque la décomposition, on peut parler entre autres de :
| Décomposition chimique | Phénomène provoquant la décomposition              |
| ---------------------- | -------------------------------------------------- |
| Thermolyse             | Élévation de température                           |
| Pyrolyse               | Température plus élevée que celle de la thermolyse |
| Électrolyse            | Courant électrique                                 |
| Photolyse              | Lumière                                            |
| Radiolyse              | Rayonnement ionisant                               |
| Hydrolyse              | Réaction avec l'eau                                |
| Solvolyse              | Réaction avec un solvant                           |